# Cérilly (Côte-d'Or)
 Cérilly  es una población y comuna francesa, en la región de Borgoña, departamento de Côte-d'Or, en el distrito de Montbard y cantón de Laignes.

## Demografía
| 251 | 247 | 252 | 268 | 247 | 242 |
| Para los censos de 1962 a 1999 la población legal corresponde a la población sin duplicidades (Fuente: INSEE [Consultar]) |     |     |     |     |     |